# 1553 Bauersfelda
1553 Bauersfelda је астероид главног астероидног појаса чија средња удаљеност од Сунца износи 2,906 астрономских јединица (АЈ).
Апсолутна магнитуда астероида је 11,7.